# Frédéric François Guillaume de Vaudoncourt
Frédéric François Guillaume de Vaudoncourt, född den 24 september 1772 i Wien, död 2 maj 1845 i Passy, var en fransk baron, militär och författare.
Guillaume de Vaudoncourt tjänade i revolutionskrigen och utnämndes 1800 till generalfälttygmästare och chef för franska artilleriet i Italien. År 1809 blev han generaladjutant hos vicekung Eugène, upphöjdes till baron och anförde 1812 en italiensk brigad på tåget mot Ryssland. År 1815 dömd till döden, för sin anslutning till Napoleon – som utnämnt honom till divisionsgeneral – under de hundra dagarna, flydde han till München. Guillaume de Vaudoncourt återvände till Frankrike efter erhållen amnesti 1825. I revolutionen i Neapel 1820 och i julirevolutionen 1830 tog han del. Guillaume de Vaudoncourt författade bland annat Histoire des campagnes d'Annìbal en Italie (1812), Histoire des campagnes de 1814 et de 1815 en France (5 band, 1826), Histoire politique et militaire du prince Eugène Beauharnais (2 band, 1828) och Quinze ann d'unproscrit (4 band, 1835).